# Joubert (cognome)
Joubert è un cognome di lingua francese.

## Varianti
Chabert, Couvert, Giobert, Zabert.

## Origine e diffusione
Potrebbe derivare dal termine latino medioevale bersa, "recinto per animali"; alternativamente, potrebbe risalire al prenome Godeberto, dal germanico god, "Dio", e berth, "illustre". E' semanticamente affine ai cognomi italiani Bersani, Capra, Verbicaro, Zimmaro e Gioberti e al cognome sardo Cabras.
Il cognome e le varianti Chabert, Giobert e Zabert compaiono anche in Italia, in Piemonte; Couvert è savoiardo.

## Persone
- Barthélemy Catherine Joubert, generale francese
- Gilles Joubert, ebanista francese
- Laurent Joubert, medico e chirurgo francese